# Wielka Brytania na Zimowych Igrzyskach Olimpijskich 2022
Wielka Brytania na Zimowych Igrzyskach Olimpijskich 2022 – występ kadry sportowców reprezentujących Wielką Brytanię na igrzyskach olimpijskich, które odbyły się w Pekinie, w Chińskiej Republice Ludowej, w dniach 4-20 lutego 2022 roku.
Reprezentacja Wielkiej Brytanii liczyła czterdzieścioro dziewięcioro zawodników – dwadzieścia dwie kobiet i dwudziestu siedmiu mężczyzn.
Był to dwudziesty czwarty start Wielkiej Brytanii na zimowych igrzyskach olimpijskich.

## Zdobyte medale
Brytyjczycy zdobyli 2 medale - złoto i srebro. Oba były zasługą curlerów. Złoto zdobyła drużyna żeńska, a srebro drużyna męska.
Był to czwarty wynik w dotychczasowej historii startów Wielkiej Brytanii na zimowych igrzyskach olimpijskich i najlepszy od Zimowych Igrzyskach Olimpijskich 2014 w Soczi.
| Data      | Medal  | Zawodnik                                                            | Dyscyplina | Konkurencja      |
| --------- | ------ | ------------------------------------------------------------------- | ---------- | ---------------- |
| 19 lutego | Srebro | Bruce Mouat Grant Hardie Bobby Lammie Hammy McMillan Jr. Ross Whyte | Curling    | turniej mężczyzn |
| 20 lutego | Złoto  | Eve Muirhead Vicky Wright Jennifer Dodds Hailey Duff Mili Smith     | Curling    | turniej kobiet   |

## Reprezentanci

### Biegi narciarskie
| Zawodnik                   | Konkurencja                | Kwalifikacje | Kwalifikacje | Ćwierćfinały | Ćwierćfinały | Półfinały | Półfinały | Finał     | Finał   | Źródło |
| Zawodnik                   | Konkurencja                | Czas         | Miejsce      | Czas         | Miejsce      | Czas      | Miejsce   | Czas      | Miejsce | Źródło |
| -------------------------- | -------------------------- | ------------ | ------------ | ------------ | ------------ | --------- | --------- | --------- | ------- | ------ |
| James Clugnet              | sprint mężczyzn            | 2:56,72      | 40.          | NQ           | NQ           | NQ        | NQ        | NQ        | 40.     | [ 1 ]  |
| Andrew Musgrave            | bieg indywidualny mężczyzn | —            | —            | —            | —            | —         | —         | 41:44,7   | 46.     | [ 2 ]  |
| Andrew Musgrave            | bieg łączony mężczyzn      | —            | —            | —            | —            | —         | —         | 1:20:46,9 | 17.     | [ 2 ]  |
| Andrew Musgrave            | bieg masowy mężczyzn       | —            | —            | —            | —            | —         | —         | 1:13:29,3 | 12.     | [ 2 ]  |
| Andrew Young               | bieg indywidualny mężczyzn | —            | —            | —            | —            | —         | —         | 42:24,0   | 51.     | [ 3 ]  |
| Andrew Young               | sprint mężczyzn            | 2:55,60      | 36.          | NQ           | NQ           | NQ        | NQ        | NQ        | 36.     | [ 3 ]  |
| James Clugnet Andrew Young | sprint drużynowy mężczyzn  | —            | —            | —            | —            | 21:15,27  | 10.       | NQ        | 20.     | [ 4 ]  |

### Bobsleje
| Zawodnik                                            | Konkurencja      | 1. przejazd | 1. przejazd | 2. przejazd | 2. przejazd | 3. przejazd | 3. przejazd | 4. przejazd | 4. przejazd | Suma    | Suma    | Źródło |
| Zawodnik                                            | Konkurencja      | Czas        | Miejsce     | Czas        | Miejsce     | Czas        | Miejsce     | Czas        | Miejsce     | Czas    | Miejsce | Źródło |
| --------------------------------------------------- | ---------------- | ----------- | ----------- | ----------- | ----------- | ----------- | ----------- | ----------- | ----------- | ------- | ------- | ------ |
| Brad Hall Nick Gleeson                              | dwójki mężczyzn  | 59,69       | 11.         | 1:00,05     | 13.         | 1:00,22     | 18.         | 59,96       | 7.          | 3:59,92 | 11.     | [ 5 ]  |
| Brad Hall Taylor Lawrence Nick Gleeson Greg Cackett | czwórki mężczyzn | 58,60       | 5.          | 59,09       | 6.          | 58,65       | 6.          | 59,38       | 7.          | 3:55,72 | 6.      | [ 6 ]  |
| Mica McNeill Montell Douglas                        | dwójki kobiet    | 1:02,19     | 19.         | 1:02,35     | 18.         | 1:02,17     | 14.         | 1:02,14     | 13.         | 4:08,85 | 17.     | [ 7 ]  |

### Curling
| Drużyna                                                                 | Konkurencja            | Faza grupowa       | Faza grupowa              | Faza grupowa             | Faza grupowa               | Faza grupowa     | Faza grupowa       | Faza grupowa     | Faza grupowa                        | Faza grupowa                        | Faza grupowa | Półfinały                 | Finał/3.miejsce  | Pozycja | Źródło |
| Drużyna                                                                 | Konkurencja            | Przeciwnik Wynik   | Przeciwnik Wynik          | Przeciwnik Wynik         | Przeciwnik Wynik           | Przeciwnik Wynik | Przeciwnik Wynik   | Przeciwnik Wynik | Przeciwnik Wynik                    | Przeciwnik Wynik                    | Pozycja      | Przeciwnik Wynik          | Przeciwnik Wynik | Pozycja | Źródło |
| ----------------------------------------------------------------------- | ---------------------- | ------------------ | ------------------------- | ------------------------ | -------------------------- | ---------------- | ------------------ | ---------------- | ----------------------------------- | ----------------------------------- | ------------ | ------------------------- | ---------------- | ------- | ------ |
| Eve Muirhead, Vicky Wright, Jennifer Dodds, Hailey Duff, Mili Smith     | turniej kobiet         | Szwajcaria · P 5:6 | Szwecja · W 8:2           | Korea Południowa · P 7:9 | Stany Zjednoczone · W 10:5 | Dania · W 7:2    | Kanada · P 3:7     | Japonia · W 10:4 | Chiny · P 4:8                       | Rosyjski Komitet Olimpijski · W 9:4 | 3. Q         | Szwecja · W 12:11         | Japonia · W 10:3 | złoto   | [ 8 ]  |
| Bruce Mouat, Grant Hardie, Bobby Lammie, Hammy McMillan Jr., Ross Whyte | turniej mężczyzn       | Włochy · W 7:5     | Stany Zjednoczone · P 7:9 | Norwegia · W 8:3         | Chiny · W 7:6              | Dania · W 8:2    | Szwajcaria · W 6:5 | Szwecja · W 7:6  | Rosyjski Komitet Olimpijski · W 8:6 | Kanada · W 5:2                      | 1. Q         | Stany Zjednoczone · W 8:4 | Szwecja · P 4:5  | srebro  | [ 9 ]  |
| Jennifer Dodds, Bruce Mouat                                             | turniej par mieszanych | Szwecja · W 9:5    | Kanada · W 6:4            | Szwajcaria · P 7:8       | Australia · W 9:8          | Czechy · W 8:3   | Włochy · P 5:7     | Chiny · W 6:5    | Norwegia · P 2:6                    | Stany Zjednoczone · W 8:4           | 3. Q         | Norwegia · P 5:6          | Szwecja · P 3:9  | 4.      | [ 10 ] |

### Łyżwiarstwo figurowe
| Zawodnik                | Konkurencja   | SP / RD | SP / RD | FS / FD | FS / FD | Nota łączna | Nota łączna | Źródło |
| Zawodnik                | Konkurencja   | Punkty  | Poz.    | Punkty  | Poz.    | Punkty      | Poz.        | Źródło |
| ----------------------- | ------------- | ------- | ------- | ------- | ------- | ----------- | ----------- | ------ |
| Lilah Fear Lewis Gibson | pary taneczne | 76,45   | 10. Q   | 115,19  | 9.      | 191,64      | 10.         | [ 11 ] |
| Natasha McKay           | solistki      | 52,54   | 28.     | NQ      | NQ      | 52,54       | 28.         | [ 12 ] |

### Łyżwiarstwo szybkie
| Zawodnik           | Konkurencja     | Finał   | Finał  | Finał   | Źródło |
| Zawodnik           | Konkurencja     | Czas    | Strata | Miejsce | Źródło |
| ------------------ | --------------- | ------- | ------ | ------- | ------ |
| Cornelius Kerstenn | 500 m mężczyzn  | 35,36   | +1,04  | 25.     | [ 13 ] |
| Cornelius Kerstenn | 1000 m mężczyzn | 1:08,79 | +0,87  | 9.      | [ 13 ] |
| Cornelius Kerstenn | 1500 m mężczyzn | 1:47,11 | +3,90  | 19.     | [ 13 ] |
| Ellia Smeding      | 1000 m kobiet   | 1:17,17 | +3,98  | 23.     | [ 14 ] |
| Ellia Smeding      | 1500 m kobiet   | 2:01,09 | +7,81  | 27.     | [ 14 ] |

### Narciarstwo alpejskie
| Zawodnik         | Konkurencja          | 1 przejazd | 1 przejazd | 2 przejazd | 2 przejazd | Łącznie | Łącznie | Źródło |
| Zawodnik         | Konkurencja          | Czas       | Pozycja    | Czas       | Pozycja    | Czas    | Pozycja | Źródło |
| ---------------- | -------------------- | ---------- | ---------- | ---------- | ---------- | ------- | ------- | ------ |
| Charlie Guest    | slalom kobiet        | 53,84      | 15.        | 54,12      | 28.        | 1:47,96 | 21.     | [ 15 ] |
| Billy Major      | slalom mężczyzn      | DNF        | DNF        | NQ         | NQ         | DNF     | DNF     | [ 16 ] |
| Dave Ryding      | slalom mężczyzn      | 55,13      | 16.        | 50,44      | 7.         | 1:45,57 | 13.     | [ 17 ] |
| Alexandra Tilley | slalom kobiet        | DNF        | DNF        | NQ         | NQ         | DNF     | DNF     | [ 18 ] |
| Alexandra Tilley | slalom gigant kobiet | 1:01,40    | 28.        | 59,42      | 22.        | 2:00.82 | 22.     | [ 18 ] |

### Narciarstwo dowolne
big air, halfpipe i slopestyle
| Zawodnik          | Konkurencja         | Kwalifikacje | Kwalifikacje | Kwalifikacje | Kwalifikacje | Kwalifikacje | Finał | Finał | Finał | Finał  | Miejsce | Źródło |
| Zawodnik          | Konkurencja         | Z1           | Z2           | Z3           | W            | M            | Z1    | Z2    | Z3    | W      | Miejsce | Źródło |
| ----------------- | ------------------- | ------------ | ------------ | ------------ | ------------ | ------------ | ----- | ----- | ----- | ------ | ------- | ------ |
| Zoe Atkin         | halfpipe kobiet     | 85,25        | 86,75        | —            | 86,75        | 4. Q         | 18,75 | 10,75 | 73,25 | 73,25  | 9.      | [ 19 ] |
| Gus Kenworthy     | halfpipe mężczyzn   | 8,50         | 70,75        | —            | 70,75        | 12. Q        | 17,50 | 3,75  | 71,25 | 71,25  | 8.      | [ 20 ] |
| Kirsty Muir       | big air kobiet      | 89,25        | 67,00        | 68,25        | 157,50       | 7. Q         | 90,25 | 78,75 | 15,50 | 169,00 | 5.      | [ 21 ] |
| Kirsty Muir       | slopestyle kobiet   | 70,11        | 63,91        | —            | 70,11        | 6. Q         | 41,86 | 71,30 | 69,21 | 71,30  | 8.      | [ 21 ] |
| Katie Summerhayes | big air kobiet      | 63,75        | 69,25        | 67,25        | 136,50       | 13.          | NQ    | NQ    | NQ    | NQ     | 13.     | [ 22 ] |
| Katie Summerhayes | slopestyle kobiet   | 66,56        | 59,11        | —            | 66,56        | 10. Q        | 60,01 | 64,75 | 23,31 | 64,75  | 9.      | [ 22 ] |
| James Woods       | big air mężczyzn    | 27,50        | 26,50        | 32,25        | 59,75        | 30.          | NQ    | NQ    | NQ    | NQ     | 30.     | [ 23 ] |
| James Woods       | slopestyle mężczyzn | DNS          | DNS          | DNS          | DNS          | DNS          | DNS   | DNS   | DNS   | DNS    | DNS     | [ 23 ] |

jazda po muldach
| Zawodnicy                | Konkurencja               | Kwalifikacje | Kwalifikacje | Kwalifikacje | Kwalifikacje | Kwalifikacje | Kwalifikacje | Finał      | Finał      | Finał      | Finał      | Finał      | Finał      | Finał      | Finał      | Finał      | Miejsce | Źródło |
| Zawodnicy                | Konkurencja               | Przejazd 1   | Przejazd 1   | Przejazd 1   | Przejazd 2   | Przejazd 2   | Przejazd 2   | Przejazd 1 | Przejazd 1 | Przejazd 1 | Przejazd 2 | Przejazd 2 | Przejazd 2 | Przejazd 3 | Przejazd 3 | Przejazd 3 | Miejsce | Źródło |
| Zawodnicy                | Konkurencja               | Czas         | Punkty       | Miejsce      | Czas         | Punkty       | Miejsce      | Czas       | Punkty     | Miejsce    | Czas       | Punkty     | Miejsce    | Czas       | Punkty     | Miejsce    | Miejsce | Źródło |
| ------------------------ | ------------------------- | ------------ | ------------ | ------------ | ------------ | ------------ | ------------ | ---------- | ---------- | ---------- | ---------- | ---------- | ---------- | ---------- | ---------- | ---------- | ------- | ------ |
| William Feneley          | jazda po muldach mężczyzn | 26,69        | 70,23        | 23.          | 26,45        | 70,23        | 17.          | NQ         | NQ         | NQ         | NQ         | NQ         | NQ         | NQ         | NQ         | NQ         | 27.     | [ 24 ] |
| Leonie Gerken Schofield  | jazda po muldach kobiet   | DNF          | DNF          | DNF          | 31,50        | 62,06        | 17.          | NQ         | NQ         | NQ         | NQ         | NQ         | NQ         | NQ         | NQ         | NQ         | 27.     | [ 25 ] |
| Makayla Gerken Schofield | jazda po muldach kobiet   | 29,13        | 70,18        | 12.          | 29,31        | 67,96        | 7. Q         | 28,76      | 73,99      | 9. Q       | 28,59      | 73,04      | 8.         | NQ         | NQ         | NQ         | 8.      | [ 26 ] |

skicross
| Zawodnicy     | Konkurencja       | Rozstawienie | Rozstawienie | 1/8 finału | Ćwierćfinał | Półfinał | Finał   | Finał   | Źródło |
| Zawodnicy     | Konkurencja       | Czas         | Miejsce      | Pozycja    | Pozycja     | Pozycja  | Pozycja | Miejsce | Źródło |
| ------------- | ----------------- | ------------ | ------------ | ---------- | ----------- | -------- | ------- | ------- | ------ |
| Oliver Davies | skicross mężczyzn | 1:14,84      | 31.          | 4.         | NQ          | NQ       | NQ      | 31.     | [ 27 ] |

skoki akrobatyczne
| Zawodnik      | Konkurencja                 | Kwalifikacje | Kwalifikacje | Kwalifikacje | Kwalifikacje | Finał | Finał | Finał | Finał | Miejsce | Źródło |
| Zawodnik      | Konkurencja                 | R1           | M            | R2           | M            | Z1    | Z2    | M     | Z3    | Miejsce | Źródło |
| ------------- | --------------------------- | ------------ | ------------ | ------------ | ------------ | ----- | ----- | ----- | ----- | ------- | ------ |
| Lloyd Wallace | skoki akrobatyczne mężczyzn | 108,41       | 17.          | 71,94        | 15.          | NQ    | NQ    | NQ    | NQ    | 21.     | [ 28 ] |

### Saneczkarstwo
| Zawodniczka       | Konkurencja      | 1. przejazd | 1. przejazd | 2. przejazd | 2. przejazd | 3. przejazd | 3. przejazd | 4. przejazd | 4. przejazd | Suma     | Suma    | Źródło |
| Zawodniczka       | Konkurencja      | Czas        | Miejsce     | Czas        | Miejsce     | Czas        | Miejsce     | Czas        | Miejsce     | Czas     | Miejsce | Źródło |
| ----------------- | ---------------- | ----------- | ----------- | ----------- | ----------- | ----------- | ----------- | ----------- | ----------- | -------- | ------- | ------ |
| Rupert Staudinger | jedynki mężczyzn | 58,731      | 22.         | 58,960      | 22.         | 58,622      | 22.         | NQ          | NQ          | 2:56,313 | 23.     | [ 29 ] |

### Short track
| Zawodnik        | Konkurencja     | Kwalifikacje | Kwalifikacje | Ćwierćfinał | Ćwierćfinał | Półfinał | Półfinał | Finał/Finał B | Finał/Finał B | Miejsce | Źródło |
| Zawodnik        | Konkurencja     | Czas         | Pozycja      | Czas        | Pozycja     | Czas     | Pozycja  | Czas          | Pozycja       | Miejsce | Źródło |
| --------------- | --------------- | ------------ | ------------ | ----------- | ----------- | -------- | -------- | ------------- | ------------- | ------- | ------ |
| Kathryn Thomson | 500 m kobiet    | 1:06,594     | 4.           | NQ          | NQ          | NQ       | NQ       | NQ            | NQ            | 31.     | [ 30 ] |
| Kathryn Thomson | 1000 m kobiet   | 1:30,037     | 4.           | NQ          | NQ          | NQ       | NQ       | NQ            | NQ            | 28.     | [ 30 ] |
| Farrell Treacy  | 1000 m mężczyzn | 1:24,935     | 4.           | NQ          | NQ          | NQ       | NQ       | NQ            | NQ            | 25.     | [ 31 ] |
| Farrell Treacy  | 1500 m mężczyzn | —            | —            | 2:16,880    | 3. Q        | 2:13,736 | 3. ADV   | 2:11,988      | 9.            | 9.      | [ 31 ] |
| Niall Treacy    | 1000 m mężczyzn | 1:32,243     | 4.           | NQ          | NQ          | NQ       | NQ       | NQ            | NQ            | 27.     | [ 32 ] |

### Skeleton
| Zawodnik       | Konkurencja    | Ślizg 1 | Ślizg 1 | Ślizg 2 | Ślizg 2 | Ślizg 3 | Ślizg 3 | Ślizg 4 | Ślizg 4 | Łącznie | Pozycja | Źródło |
| Zawodnik       | Konkurencja    | Czas    | Pozycja | Czas    | Pozycja | Czas    | Pozycja | Czas    | Pozycja | Łącznie | Pozycja | Źródło |
| -------------- | -------------- | ------- | ------- | ------- | ------- | ------- | ------- | ------- | ------- | ------- | ------- | ------ |
| Brogan Crowley | ślizg kobiet   | 1:03,32 | 23      | 1:03,23 | 21      | 1:02,82 | 21      | NQ      | NQ      | 3:09,37 | 22.     | [ 33 ] |
| Laura Deas     | ślizg kobiet   | 1:02,99 | 21      | 1:03,15 | 19      | 1:02,71 | 19      | 1:02,70 | 16      | 4:11,55 | 19.     | [ 34 ] |
| Matt Weston    | ślizg mężczyzn | 1:01,34 | 14.     | 1:01,15 | 12.     | 1:01,12 | 14.     | 1:01,63 | 20.     | 4:05,24 | 15.     | [ 35 ] |
| Marcus Wyatt   | ślizg mężczyzn | 1:01,56 | 16.     | 1:01,72 | 18.     | 1:01,28 | 16.     | 1:01,35 | 15.     | 4:05,91 | 16.     | [ 36 ] |

### Snowboarding
freestyle
| Zawodnik      | Konkurencja       | Kwalifikacje | Kwalifikacje | Kwalifikacje | Kwalifikacje | Kwalifikacje | Finał | Finał | Finał | Finał | Miejsce | Źródło |
| Zawodnik      | Konkurencja       | Z1           | Z2           | Z3           | W            | M            | Z1    | Z2    | Z3    | W     | Miejsce | Źródło |
| ------------- | ----------------- | ------------ | ------------ | ------------ | ------------ | ------------ | ----- | ----- | ----- | ----- | ------- | ------ |
| Katie Ormerod | big air kobiet    | 14,75        | 60,25        | 9,50         | 69,75        | 25.          | NQ    | NQ    | NQ    | NQ    | 25.     | [ 37 ] |
| Katie Ormerod | slopestyle kobiet | 47,38        | 44,01        | —            | 47,38        | 18.          | NQ    | NQ    | NQ    | NQ    | 18.     | [ 37 ] |

snowboard cross
| Zawodnik                         | Konkurencja               | Rozstawienie | Rozstawienie | 1/8 finału | Ćwierćfinał | Półfinał | Finał   | Miejsce | Źródło        |
| Zawodnik                         | Konkurencja               | Czas         | Miejsce      | Pozycja    | Pozycja     | Pozycja  | Pozycja | Miejsce | Źródło        |
| -------------------------------- | ------------------------- | ------------ | ------------ | ---------- | ----------- | -------- | ------- | ------- | ------------- |
| Charlotte Bankes                 | snowboard cross kobiet    | 1:22,72      | 2.           | 1. Q       | 3.          | NQ       | NQ      | 9.      | [ 38 ]        |
| Huw Nightingale                  | snowboard cross mężczyzn  | 1:20,72      | 29.          | 4.         | NQ          | NQ       | NQ      | 30.     | [ 39 ]        |
| Charlotte Bankes Huw Nightingale | drużynowy snowboard cross | —            | —            | —          | 1. Q        | 3. QB    | 2. FB   | 6.      | [ 38 ] [ 39 ] |